# Спортско-туристичка организација Станари
Спортско-туристичка организација Станари (СТОоС) јавна је установа чији је оснивач општина Станари и која обавља послове развоја, очувања и заштите туристичких и спортских вриједности на територији општине.
Стоји под надзором општинског Одјељења за привреду и финансије.

## Организација
Спортско-туристичка организација Станари (СТОоС) основана је Одлуком Скупштине општине Станари од 9. октобра 2015. године у циљу вршења послова развоја, очувања и заштите туристичких и спортских вриједности на територији општине Станари (до 2014. територија општине се налазила у саставу града Добој). Почела је са радом 14. јуна 2016. године.
Спортско-туристичка организација Станари има својство правног лица и уписује се у судски регистар. Органи управљања су директор и Управни одбор, а именују се на период од четири године са могућношћу реизбора. Директор представља и заступа Спортско-туристичку организацију, извршава одлуке Управног одбора, организује и руководи радом СТО и обезбјеђује законитост рада СТО. Основни акт општинске спортско-туристичке организације је статут.

## Директори
Директори Спортско-туристичке организације Станари:
- Борис Шљивић (од 2016)